# Busto de Pericles con casco corintio

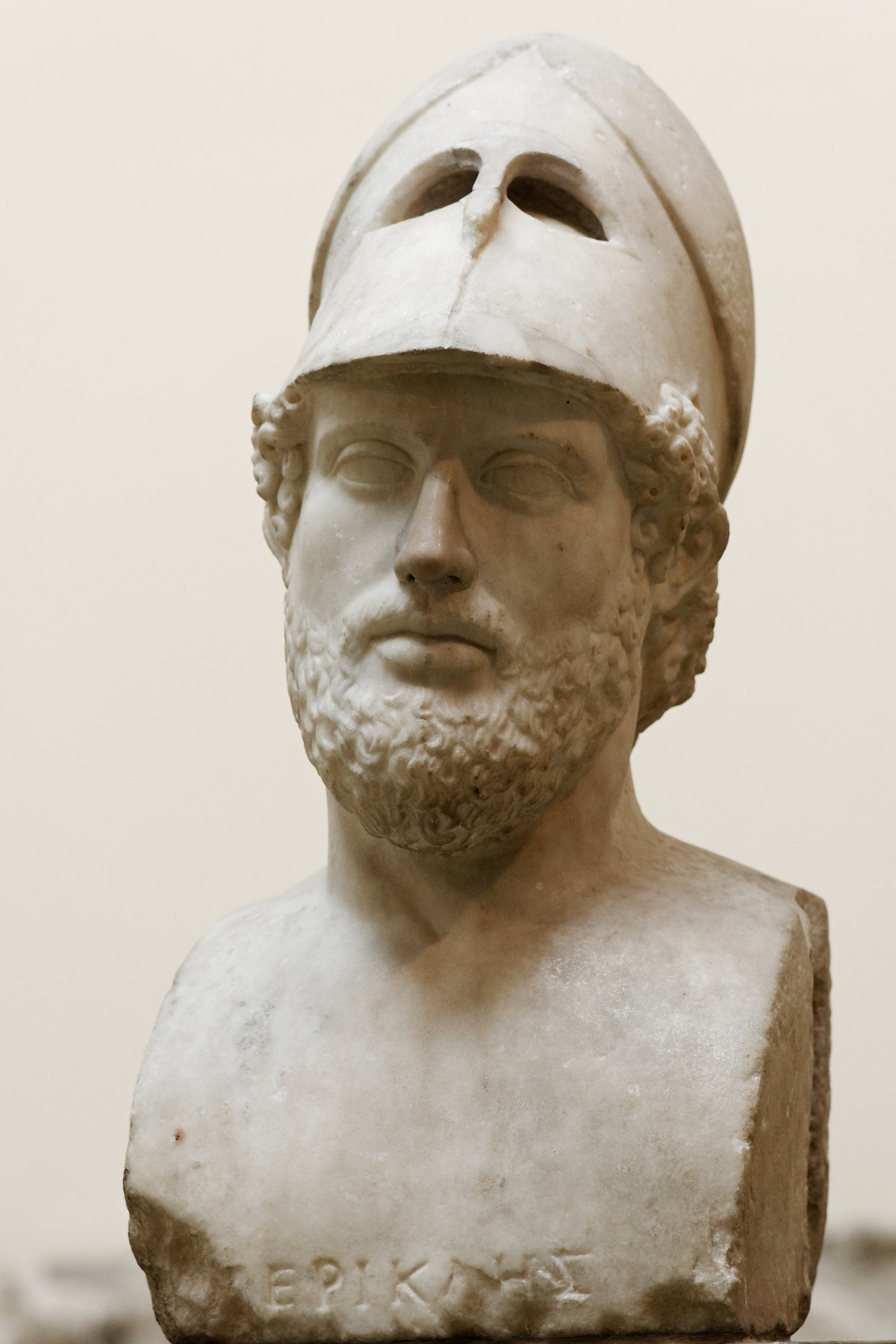
Busto en el Museo Británico

El busto de Pericles con el casco corintio es una estatua perdida de tamaño natural del estadista y general ateniense Pericles. Hoy en día, sólo sobrevive una parte de la base. Se conocen cuatro bustos de mármol de la época imperial romana inspirados en la cabeza de la estatua.

## Retrato

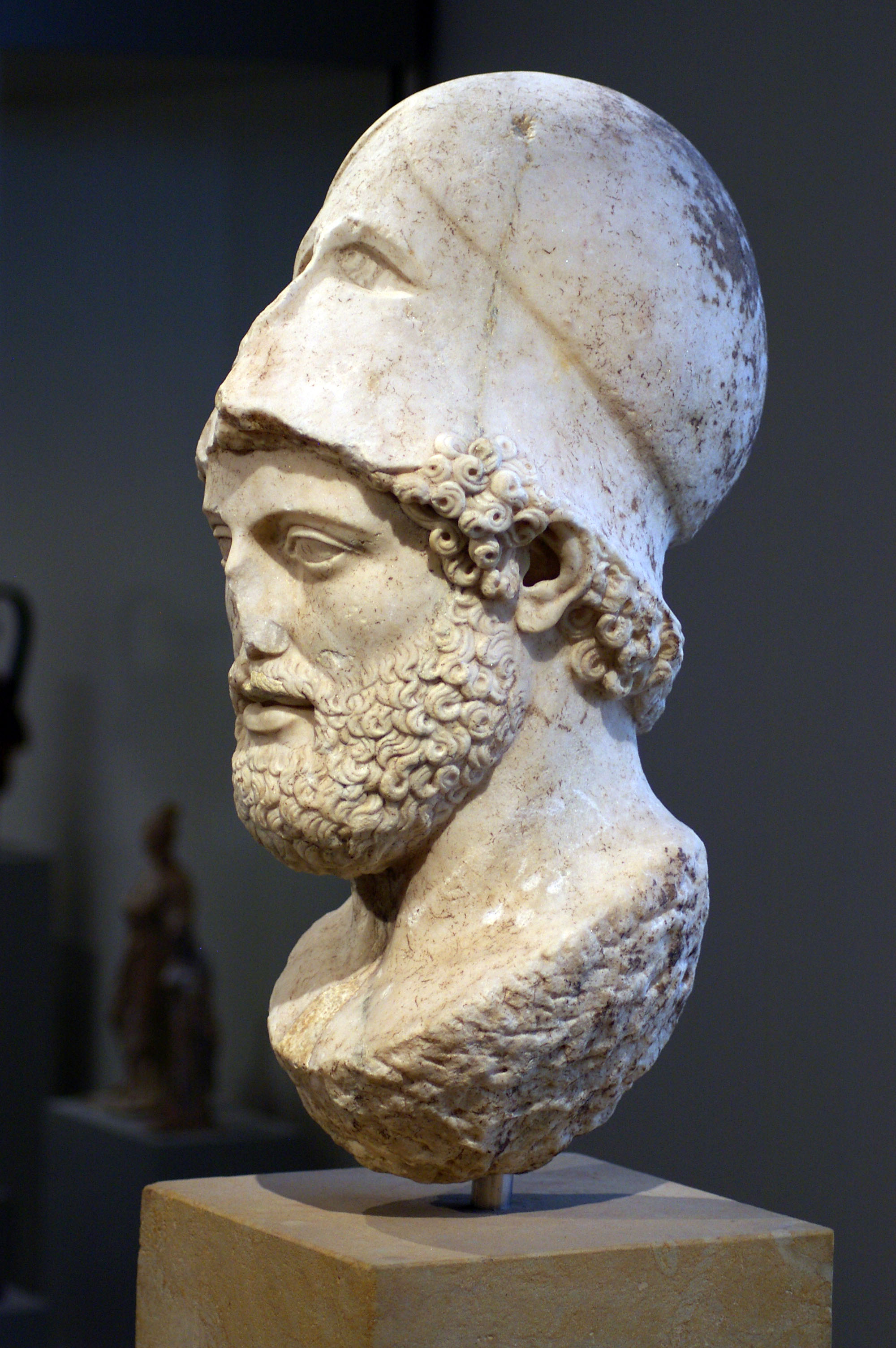
Busto en el Antikensammlung de Berlín

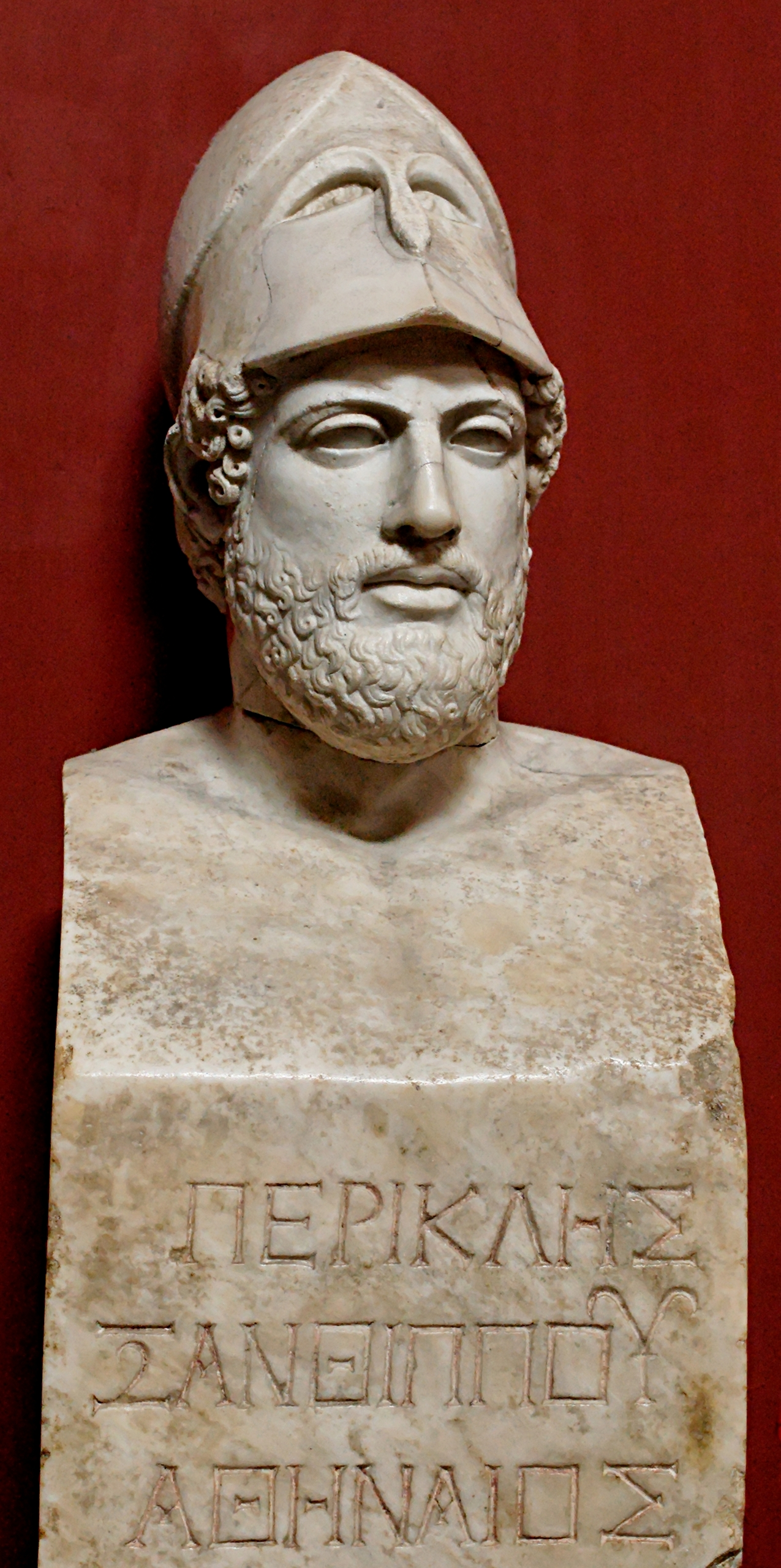
Busto en el Museo Vaticano con inscripción.

Las copias romanas del busto de Pericles derivan de una estatua de bronce realizada por el escultor Cresilas. Esta estatua de tamaño natural probablemente fue instalada en la Acrópolis de Atenas en el momento de la muerte del político o poco después. Pausanias dice que la estatua estaba directamente más allá de los Propileos, la puerta de la Acrópolis. Dado que esta estatua no se conserva y sólo se conoce información limitada sobre ella, su disposición no está clara y sus detalles sólo pueden adivinarse mediante analogías y suposiciones. Pericles no fue mostrado de manera realista, sino como una imagen idealizada del strategos de larga data. Se discute si fue representado desnudo, vestido o con armadura completa. Se conservaron restos de la base de la estatua con una inscripción dedicatoria. Una ranura en la base indica que la estatua sostenía una lanza en su mano izquierda. El ligero giro de la cabeza indica que la estatua empleó el contrapposto clásico.
Pericles está representado como un hombre adulto con un casco corintio. El casco simbolizaba su papel militar como strategos. La copia de Berlín está ejecutada con especial cuidado. El casco está echado hacia atrás y el pelo corto y rizado le sobresale en las sienes. La barba está muy recortada con muchos rizos pequeños y bien ordenados. Los párpados anchos y uniformes rodean los ojos y las cejas están talladas en la parte superior. Sus labios carnosos están ligeramente abiertos. Detrás de los orificios para los ojos de su casco se puede ver más pelo (como en dos de las otras tres copias). Este cabello, muy por encima de donde se esperaría que terminara su cabeza, podría insinuar la forma inusual de la cabeza de Pericles, a la que ocasionalmente se hace referencia en la comedia ática con el apodo abusivo de "cabeza de puerro". (Véase también 'La vida de Pericles' de Plutarco) Se decía que esta deformidad era la razón por la que Pericles siempre era representado con un casco corintio, ya que éste ocultaba la altura de su cabeza. Por lo tanto, la presencia del pelo en los agujeros de los ojos probablemente debería considerarse como una aportación de un erudito escultor.
Kresilas creó con esta imagen de Pericles una especie de símbolo de la democracia ateniense. Sin embargo, la escultura también se ajustaba al ideal ciudadano ampliamente aceptado de la época y empleaba la expresión facial tranquila y serena que era el ideal contemporáneo. Como resultado, se abandonaron las tendencias realistas del arte ateniense, que se encuentran hasta cierto punto en el busto de Temístocles. La expresión es seria, sin mostrar emoción. En esto la representación cuadra con la personalidad autocontrolada atribuida a Pericles en la tradición histórica. La identificación de esta figura idealizada con Pericles se realiza porque dos de las copias están inscritas: una en el Museo Vaticano, la otra en el Museo Británico.

## Copias
- Berlín, número de inventario Antikensammlung : Sk 1530 (K 127), encontrado en Lesbos, adquirido en el mercado del arte en 1901, altura 0,54 m.
- Londres, Museo Británico ( Townley Pericles ) Número de inventario GR 1805.7-3.91 (Cat. Escultura 549), encontrada en la Villa de Adriano, altura 0,48 m, Inscripción ΠΕΡΙΚΛΗΣ (Perikles)
- Roma, Museo Barracco, Inventario número 96, adquirido en 1884 de la colección de Augusto Castellani, altura 0,40 m
- Vaticano, Museo Vaticano, Museo Pio-Clementino Inventario número 269, encontrado en la Villa de Bruto en Tívoli, altura 1,83 m, Inscripción ΠΕΡΙΚΛΗΣ ΞΑΝΘΙΠΠΟΥ ΑΘHΝΑΙΟΣ Perikles, hijo de Xanthippos, ateniense